# Фирозпур
Фирозпур (енгл. Ferozepur), индијски град у истоименом округу у држави Панџаб, на самој граници са Пакистаном.

## Историја
Верије се да је град основан у 14. веку. До 1849. налазио се на граници између британских поседа у Индији и царства Сика у Панџабу, па је његова околина била поприште тешких борби у Првом англо-сичком рату (1845-1846). Током Индијског устанка 1857, два пука сепоја Бенгалске армије побунила су се против британске власти. али је град остао у британским рукама.  45. пук домородачке пешадије побунио се 13. маја 1857. и отишао у Делхи, док се 10. пук лаке коњице побунио 11. јула, али је разоружан без борбе.

## Демографија
По последњем попису из 2011. град је имао 110.313 становника, од чега 53 % мушкараца, 21 % неписмених и 38 % запослених